# Ortografía de Bello

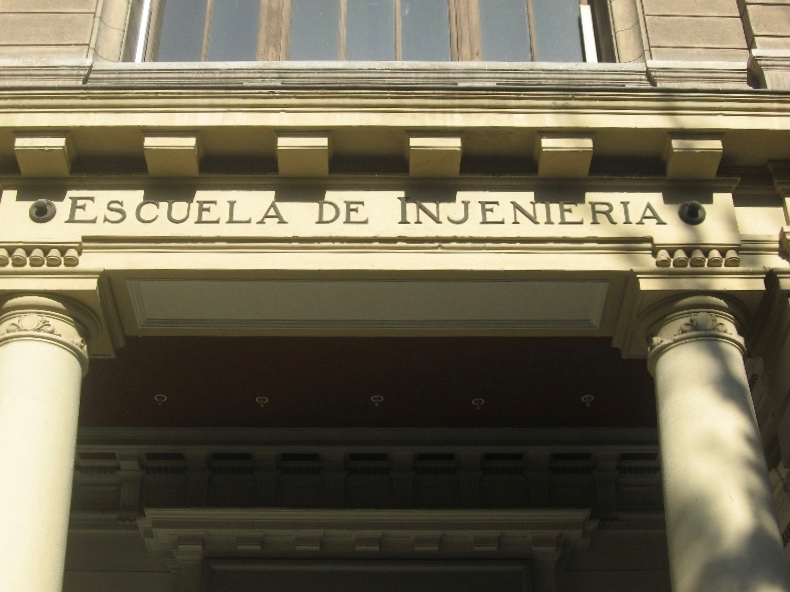
Frontis del edificio de la Facultad de Ciencias Físicas y Matemáticas de la Universidad de Chile (1842), inaugurado en 1922, utiliza la ortografía chilena o de Bello: «Escuela de Injeniería».

La ortografía de Bello u ortografía chilena fueron los nombres que recibió la reforma ortográfica del español de América creada por el lingüista venezolano Andrés Bello y el escritor colombiano Juan García del Río.
Fue originalmente publicada en Londres, en el artículo «Indicaciones sobre la conveniencia de simplificar y uniformar la ortografía en América», en las revistas Biblioteca Americana en 1823 y El Repertorio Americano en 1826; y tuvo como objetivo la modificación de la ortografía del español americano para lograr la correspondencia perfecta entre grafemas y fonemas.
De forma parcial, esta reforma ortográfica comenzó a usarse oficialmente en Chile en 1844 y, luego, su  uso se extendió a Argentina, Colombia, Ecuador, Nicaragua y Venezuela. El último país en mantenerla fue Chile, donde las normas de la Real Academia Española (RAE) se adoptaron en 1927.

## Antecedentes
El humanista Antonio de Nebrija propuso en el libro primero de su Gramática castellana (1492) que «tenemos de escribir como pronunciamos, y pronunciar como escribimos, porque en otra manera en vano fueron halladas las letras» y presentó el concepto de la ortografía fonética española, que repitió en el texto Reglas de ortographia de la lengua castellana (1517).
En la primera mitad del siglo XVII, Gonzalo Correas impulsó una reforma ortográfica con criterio fonético en vez de etimológico bajo el principio de que a cada fonema debía corresponder un grafema de modo biunívoco, idea que plasmó en sus obras Nueva i zierta ortografia kastellana (1624) y Ortografia kastellana nueva i perfeta (1630), donde señaló: «eskrivamos pura i linpiamente, komo se pronunzia, konforme á la di[c]ha rregla, ke se á de eskrivir, komo se pronunzia, i pronunziar, komo se eskrive» (ortografía original).
Aunque la Real Academia Española (1713) fue simplificando la grafía del idioma español buscando el patrón fonético a partir de la publicación de su Orthographía española (1741), la tendencia a reformar la escritura se detuvo en 1815. Por otro lado, en ese entonces la Academia no incluía a hispanoamericanos entre sus miembros ni tomaba en consideración los procesos que la lengua experimentaba en contacto con la diversidad lingüística de las tierras conquistadas; de ese modo, los estudiosos americanos de la lengua debieron llevar a cabo su tarea fuera de ella y, a veces, en franca oposición.

## Reforma ortográfica

### Propuesta de Bello

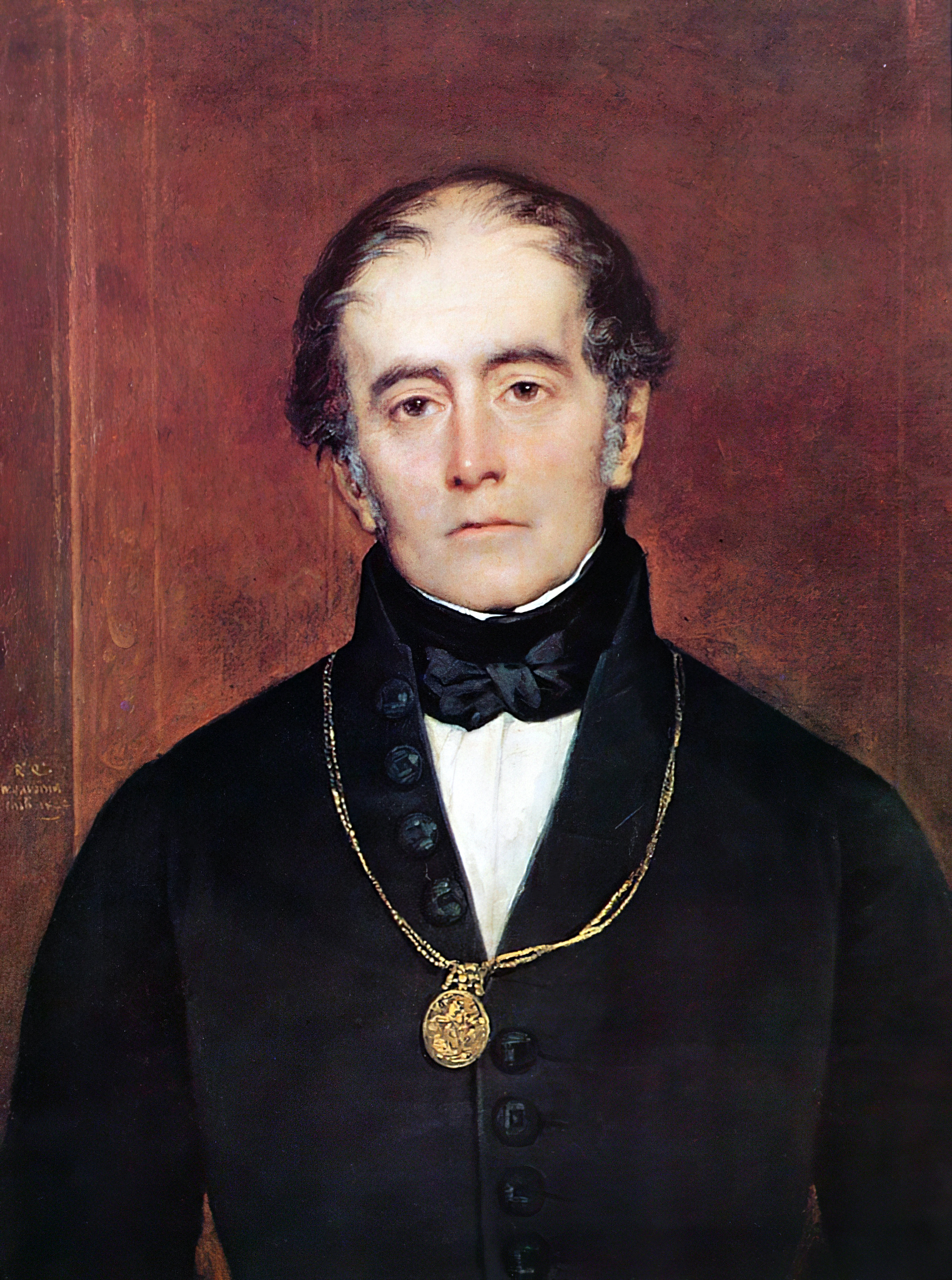
Andrés Bello

En Londres en 1823, en el primer número de la revista Biblioteca Americana, Andrés Bello y Juan García del Río publicaron el artículo «Indicaciones sobre la conveniencia de simplificar y uniformar la ortografía en América». Pese a reconocer el trabajo de la Real Academia Española al ordenar y simplificar la grafía de la lengua, Bello consideró que las limitaciones etimológicas que la Academia se había impuesto habían provocado efectos desastrosos en la enseñanza en ambas orillas del Atlántico y se pronunció «en favor del criterio fonético y [en contra d]el etimológico». La tesis de Bello se apoyaba en que el empleo de la etimología como criterio lingüístico era ocioso —la lectura y en general el uso de la lengua en nada se vinculan con su conocimiento histórico— y, en vista de los problemas que producía, contrario al uso racional.
Debido a esto, Bello propuso eliminar la ambigua «c» y la «h muda», asignar a «g» e «y» solo uno de sus valores, escribir siempre «rr» para representar la consonante vibrante y dedicar un cuerpo de estudiosos a resolver sobre el terreno la diferencia entre «b» y «v» (betacismo). Su objetivo era crear una correspondencia unívoca entre los fonemas y los grafemas y simplificar la ortografía decimonónica del español de América, caracterizada por algunas inconsistencias:
- Letras que representan gráficamente fonemas idénticos:
  - El sonido /k/, representado por «c», «k», «qu».
  - El sonido /s/, representado por «s», «c» (+ e/i), «z» (seseo).
  - El sonido /x/, representado por «g» (+ e/i), «j», «x».
  - El sonido /i/, representado por «i», «y».
- Letras que representan más de un fonema:
  - «c», «g», «r», «x», «y».
- Letras mudas:
  - «h».
  - «u» —en las combinaciones «gue/gui», «que/qui»—.

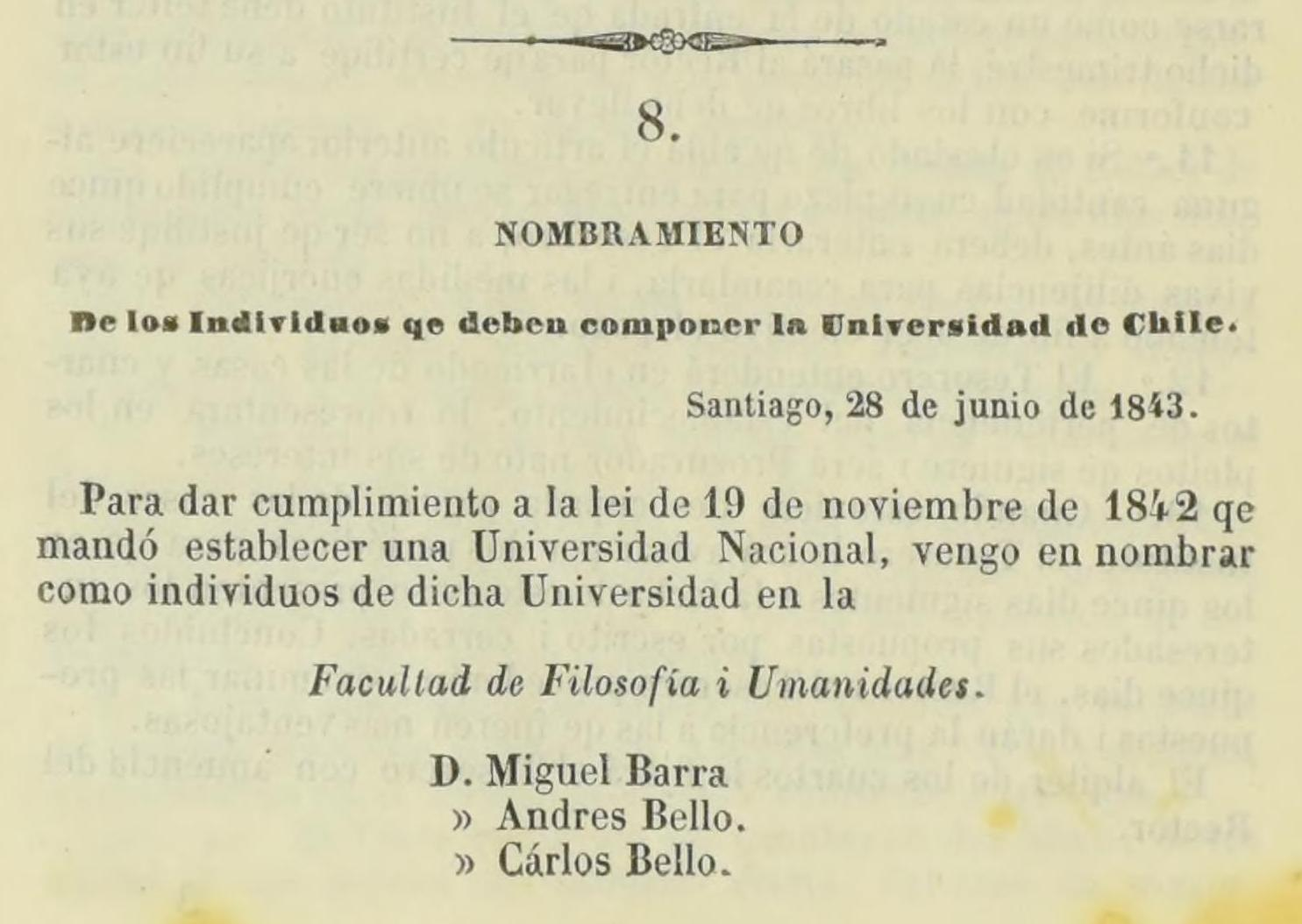
Extracto de los Anales de la Universidad de Chile (1843), escrito en ortografía de Bello.

Además de una redistribución del silabario en atención a la realidad del uso lingüístico, Bello promovía una simplificación implementada en dos etapas:
- Primera etapa:
  - Sustituir por «i» la «y» con valor vocálico (rei, i).
  - Sustituir por «j» el sonido fricativo sordo de la «g» (jeneral, jinebra) y la «x» (Méjico, Jiménez).
  - Sustituir por «z» el sonido sibilante de la «c» (zerdo, zisma).
  - Suprimir la «h muda» (ombre, ueso).
  - Suprimir la «u muda» de «que» y «qui» (qeso, qienes).
  - Escribir «rr» siempre que se pronuncie la vibrante múltiple, también conocido como «sonido fuerte», (rrazón, alrrededor).
- Segunda etapa:
  - Sustituir por «q» el sonido plosivo de la «c» (qasa, qomo).
  - Suprimir la «u muda» de «gue» y «gui» (gerra, ginda).

### Propuesta de Sarmiento
Veinte años más tarde, durante su segundo exilio en Chile (1840-1851), Domingo Faustino Sarmiento formuló una propuesta similar a la de Bello. El 17 de octubre de 1843, mientras Bello era rector de la Universidad de Chile, Sarmiento presentó ante la Facultad de Humanidades su proyecto Memoria (sobre ortografía americana), donde prefirió conservar la «c» y prescindir de la «z», además de eliminar la «v» y la «x». Sin embargo, el 19 de febrero de 1844, la Facultad de Humanidades juzgó esta propuesta como radical.

## Implementación y uso

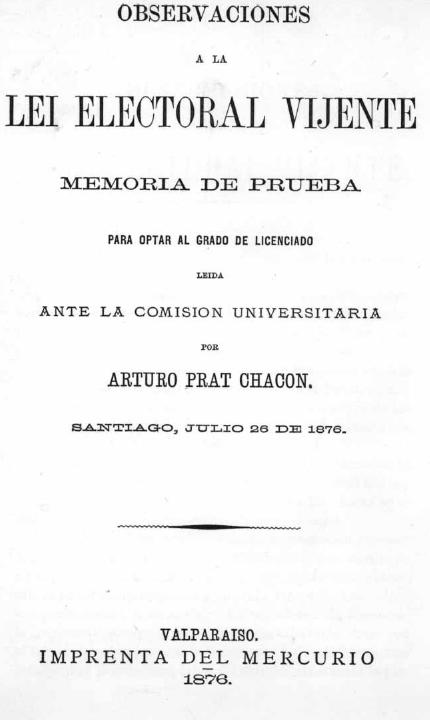
Observaciones a la lei electoral vijente (1876), de Arturo Prat.

La influencia de Bello se había visto en la propuesta de la «Academia Literaria i Científica de Profesores de Instrucción Primaria de Madrid», que había adoptado muchos de sus principios en 1843. Sin embargo, Isabel II puso fin a este proyecto el 25 de abril de 1844 al imponer, por real decreto, el acatamiento a la Academia a través del Prontuario de ortografía de la lengua castellana, dispuesto de real órden [sic] para el uso de las escuelas públicas, por la real Academia española, con arreglo al sistema adoptado en la novena edición de su Diccionario. Con esta publicación, los acuerdos de la RAE con respecto a la ortografía alcanzaron el nivel de normativa, desplazando otros posibles manuales de ortografía.
Aunque el proyecto de Bello no se plasmó totalmente, la Facultad de Humanidades de la Universidad de Chile propuso algunas de sus ideas en mayo de 1844 al gobierno del presidente Bulnes, que siguió la recomendación y finalmente adoptó ese mismo año el uso de la nueva ortografía en la enseñanza y en la redacción de documentos oficiales. Las modificaciones adoptadas por el gobierno de Chile fueron las siguientes:
- Sustituir por «i» la «y» con valor vocálico (rei, i)
- Sustituir por «j» el sonido fricativo sordo de la «g» (jeneral, jinebra)
- Sustituir por «s» la «x» ante consonantes (testo, estremo)
- Suprimir la «h» y la «u» mudas (ombre, qeso)
- Escribir siempre con «rr» el sonido fuerte de esta consonante (rratón, arrmario).[14]

Sin embargo, la falta de rigurosidad para implementar dichas modificaciones hizo que algunas de ellas cayeran en desuso y permanecieron vigentes solo las tres primeras. Posteriormente, estos cambios se extendieron a Argentina, Colombia, Ecuador, Nicaragua y Venezuela. En 1847, Bello escribió Gramática de la lengua castellana destinada al uso de los americanos.
Chile fue el último país en mantener esta ortografía, vigente allí por más de 83 años. La diferencia en los usos ortográficos se prolongó hasta 1927, cuando el gobierno del presidente Ibáñez, por medio del decreto 3876 del Ministerio de Instrucción Pública, restituyó las normas académicas de la RAE en la enseñanza y en los documentos oficiales a partir del 12 de octubre de dicho año.
La ortografía chilena fue objeto de estudio para el filólogo y lingüista Rodolfo Lenz, quien al respecto escribió Observaciones sobre la ortografía de Chile (1891), De la ortografía castellana (1894) y Problemas del Diccionario Castellano en América (1927).

## Iniciativas similares
El premio Nobel de Literatura de 1956 Juan Ramón Jiménez utilizó una ortografía semejante a la de Bello en su obra Poemas májicos y dolientes (1909) «[porque] se debe escribir como se habla[,] por amor a la sencillez [y] por antipatía a lo pedante». El escritor y filósofo Miguel de Unamuno abogó por la adopción de «una ortografía fonética y sencilla» en La raza y la lengua, tomo seis de sus Obras completas, donde se incluyeron sus artículos sobre la reforma de la escritura, que también expresó en su «nivola» Niebla (1914). José P. Gómez escribió y publicó Ortografía ideal: Tratado de reforma ortográfica de la lengua castellana y de fonografía comparada (1914).
El filósofo Jesús Mosterín planteó, tanto en Ortografía fonémica del español (1981) como en Teoría de la escritura (1993), «una nueva ortografía para el español» basada en sus fonemas. El premio Nobel de Literatura de 1982 Gabriel García Márquez reeditó, entre otras, la propuesta de Bello, defendió la supresión de grafías arbitrarias y abogó por «jubil[ar] la ortografía» en el I Congreso Internacional de la Lengua Española, celebrado en Zacatecas (México) en 1997.